# João Batista Corrêa da Silva
João Batista Corrêa da Silva (Novo Horizonte, 5 de fevereiro de 1949) é um geofísico, pesquisador e professor universitário brasileiro.
Comendador da Ordem Nacional do Mérito Científico e membro titular da Academia Brasileira de Ciências, João é professor titular do Departamento de Geofísica da Universidade Federal do Pará (UFPA). 

## Biografia
João nasceu na cidade paulista de Novo Horizonte. Completou o ensino médio no Colégio Pedro II, no Rio de Janeiro em 1968. Em 1972, formou-se em Geologia pela Universidade Federal do Rio de Janeiro. Em 1976, defendeu o mestrado em geofísica pela Universidade Federal do Pará, sob a orientação do professor José Seixas Lourenço. Obteve o doutorado em geofísica pela Universidade de Utah, em 1982.
Apresentou 46 trabalhos em congressos científicos nacionais e internacionais, 37 artigos em periódicos científicos internacionais e 2 em periódicos nacionais e é autor do livro A Dissertação Clara e Organizada (2007). Foi editor associado da revista Geophysics, de 1999 a 2005. É membro da Sociedade Brasileira de Geofísica e da Society of Exploration Geophysicists.
Suas linhas de pesquisa atuais são sobre aplicações da Teoria da Inversão na interpretação geofísica e desenvolvimento de softwares interativos em ambiente amigável para a interpretação geofísica.